# Scituloglaucytes salomonum
Scituloglaucytes salomonum är en skalbaggsart som beskrevs av Stefan von Breuning 1970. Scituloglaucytes salomonum ingår i släktet Scituloglaucytes och familjen långhorningar. Inga underarter finns listade i Catalogue of Life.